# Katarzyna Karolak
Katarzyna Karolak z d. Krzak (ur. 1982 w Warszawie) – polska działaczka społeczna, koordynatorka projektów, menedżerka, instruktorka Związku Harcerstwa Polskiego w stopniu harcmistrzyni.
Z wykształcenia pedagog, absolwentka Wyższej Szkoły Pedagogicznej Związku Nauczycielstwa Polskiego z siedzibą w Warszawie, absolwentka studiów podyplomowych w zakresie zarządzania organizacjami pozarządowymi oraz kursu kadry i płace.
W latach 1999–2006 drużynowa 194 Warszawskiej Drużyny Harcerek „Sowy” im. Emilii Plater na warszawskim Bemowie, w latach 2007–2012 była komendantką Szczepu 194 Warszawskich Drużyn Harcerskich i Gromad Zuchowych „Wielki Błękit”. Działała w zespołach instruktorskich Hufca ZHP Warszawa-Wola: zespole kadry kształcącej, komisji stopni instruktorskich, komendzie hufca. W latach 2011–2019 komendantka Hufca ZHP Warszawa-Wola.
Od 2012 zaangażowana w kształcenie kadry harcerskiej w Chorągwi Stołecznej, najpierw jako członkini Chorągwianego Zespołu Kadry Kształcącej, następnie jako komendantka Szkoły Instruktorskiej „Iluminacja” w latach 2015–2016. Komendantka wielu kursów instruktorskich m.in. Kursu Komendantów Szczepów „Szczepionka”, Kursu Podharmistrzowskiego „Drogowskazy”, Kursu Poharcmistrzowskiego „Sueno”, Kursu Kadry Kształcącej „Ton”, Kursu Komendantów Hufców „Esencja”, Kursu Kadry Kształcącej „Ręka metody” oraz Kursu Komendantów Hufców „Korzenie”. Członkini komendy Kursu Harcmistrzowskiego „Za widnokręgiem” w 2020 roku.
W latach 2018–2019 jako szefowa Zespołu Projektowego ds. Wsparcia Hufców była odpowiedzialna za opracowanie programu wzmocnienia hufców dla zapewnienia drużynowym stałego wsparcia w prowadzeniu przez nich podstawowych jednostek organizacyjnych.
W latach 2018–2020 jako szefowa Zespołu Projektowego ds. Systemu Ewidencyjnego była odpowiedzialna za wdrożenie w organizacji systemu Tipi - nowego systemu ewidencjonowania członków w Związku Harcerstwa Polskiego.
Autorka artykułów w miesięczniku „Czuwaj” oraz w magazynie „Z perspektywy”.
Szefowa Biura Głównej Kwatera ZHP w latach 2018–2023. Od 4 grudnia 2022 r. komendantka Chorągiew Stołeczna ZHP.
Członkini Rady Muzeum Powstania Warszawskiego, członkini Mazowieckiej Rady Działalności Pożytku Publicznego, członkini Mazowieckiej Rady Oświatowej.
Odznaczona Brązowym i Srebrnym Krzyżem „Za Zasługi dla ZHP” oraz Brązowym Krzyżem Zasługi.